# Terusan (Sanga Desa)
Terusan is een bestuurslaag in het regentschap Musi Banyuasin van de provincie Zuid-Sumatra, Indonesië. Terusan telt 2002 inwoners (volkstelling 2010).